# Hanikatsi laid
Hanikatsi laid ist eine estnische Ostseeinsel, knapp 4,5 km von der zweitgrößten estnischen Insel Hiiumaa entfernt. Sie gehört zur Landgemeinde Hiiumaa.
Die Insel ist 1,8 Kilometer lang und 1,1 Kilometer breit.